# یونیس گیسون
یونیس گیسون (به انگلیسی: Eunice Gayson) (زاده ۱۷ مارس ۱۹۲۸ - درگذشته ۸ ژوئن ۲۰۱۸) هنرپیشه انگلیسی بود. وی در نخستین فیلم جیمز باند با عنوان دکتر نو در کنار شان کانری ایفای نقش کرد. گیسون یک سال بعد در نقش باند گرل در فیلم از روسیه با عشق حضور یافت.

## فیلم‌شناسی
- سالن رقص (۱۹۵۰)
- دکتر نو (۱۹۶۰)
- از روسیه با عشق (۱۹۶۳)